# Bigor
Pour l’article ayant un titre homophone, voir Bigorre.
Pour l’article homonyme, voir Bigor (Podgorica).
Cet article court présente un sujet plus développé dans : Artillerie de marine.
Un bigor, dans le jargon militaire français, est un militaire servant dans les régiments d'artillerie de marine de l'Armée française.
Au sein des troupes de marine, le terme s'oppose à « marsouin » qui désigne l'infanterie de marine.
L'origine du mot est parfois attribuée à bigorneau, qui s'accroche au pont pour tirer. Surnom issu de l'assimilation des artilleurs de marine à des bigorneaux, les soldats étant, au milieu du XIXe siècle, débarqués des navires pour être fixés à leurs batteries côtières, comme le coquillage sur le rocher.
Plus vraisemblablement, cette origine remonte à l'époque de la marine à voile. Il s'agit de l'altération du commandement "Bigues dehors !" qui précédait l'ouverture des sabords par lesquels les canons des navires étaient appelés à faire feu.

## Sources et bibliographie
- Musée des troupes de marine à Fréjus.